# Охеда, Эдди
Эдди «Fingers» Охеда (англ. Eddie «Fingers» Ojeda; родился 5 августа 1955 в Нью-Йорке) — один из двух гитаристов американской глэм-метал группы «Twisted Sister».

## Биография
В начале 1970-х годов он записал пару синглов с группой SPX. Он присоединился к Twisted Sister в 1975 году.
Ключевую роль в развитии успеха Twisted Sister сыграл вокалист Ди Снайдер, пришедший в группу в 1976 году. Музыка Twisted Sister заметно потяжелела, ориентируясь на таких «монстров», как AC/DC, Led Zeppelin, Black Sabbath и Alice Cooper.
Как раз в это время начала формироваться армия поклонников Twisted Sister под названием «S.M.F.F.O.T.S.» (Sick Motherfucking Friends Of Twisted Sister). Позднее фаны сократили своё название до знаменитого «S.M.F.» (Sick Mother Fuckers).
В 1979 году группа выпустила два сингла: Under the Blade и Bad Boys Of Rock’nRoll. Обе пластинки продюсировал легендарный Эдди Крамер, работавший также с The Beatles, The Rolling Stones, Jimi Hendrix, Led Zeppelin, David Bowie, Santana, Joe Cocker, KISS, Anthrax и др.
В 1981 году сложился состав Twisted Sister, который принято считать классическим — Dee Snider (вокал), Jay Jay French (гитара), Eddie Ojeda (Эдди Охеда, гитара), Mark Mendoza (Марк Мендоса, бас-гитара), A.J. Pero (Эй. Джей. Перо, ударные). Именно в этом составе Twisted Sister записали 4 студийных альбома и объехали весь мир.
Наибольшего успеха Twisted Sister добились с выходом альбома Stay Hungry в 1984 году. Менее, чем за год было продано более 3 миллионов копий этого альбома, всего же по миру разошлись более 6 миллионов копий Stay Hungry — признанной классики хеви-метал.
Twisted Sister фактически прекратила своё существование после того, как 12 октября 1987 года из группы ушёл Dee Snider. В начале 1988 года было официально объявлено о роспуске Twisted Sister. Основатель группы Jay Jay French так прокомментировал это событие: «9000 концертов — это слишком много. Мы устали».
В ноябре 2001 года Twisted Sister собрались в классическом составе для участия в концертах в поддержку семей нью-йоркских полицейских и пожарных, погибших в результате теракта 9/11. Выступление группы было восторженно встречено зрителями и, спустя 14 лет после своего распада, Twisted Sister вновь начали концертировать и работать в студии.
Он также записал свой сольный альбом под названием «Axes To Axes» в 2005 году в записи приняли участие его друзья и коллеги — Ди Снайдер, Ронни Джеймс Дио и Руди Сарзо.
Как и большинство рок музыкантов он принял активное участие в ряде благотворительных концертов — Hear’n Aid project, совместно в Ронни Джеймс Дио, а также Band Aid и USA for Africa.
В 2006 году он записал вокал на испанском языке для альбом Twisted Sister A Twisted Christmas, а также сыграл несколько партий на ударных на этом альбоме.
Эдди гастролировал со Стивом Штейнманом на «Vampires Rock» туром в конце 2007 года.
Эдди является самым известным обладателем черно-розовой «Bullseye» гитары ручной работы. В одном из интервью он объяснил, что «Bullseye» является частью оригинального дизайна логотипа Twisted Sister. Первая версия гитары был изготовлена Уэйном Чарвелом в 1980-х. Текущей версией гитары Эдди является «Wayne Guitars», компания, основанная бывшим владельцем «Bullseye» Чарвелом. Он также использует красно-белый «Bullseye» Kramer USA 1984 Reissue
В настоящее время Эдди живёт в Нью-Йорке.